# Jiří Rajmund Tretera
Jiří Rajmund Tretera (* 8. června 1940 Praha) je český právník, katolický kněz a člen dominikánského řádu, který působí jako profesor na Právnické fakultě Univerzity Karlovy v Praze.

## Život
Jeho sourozenci byli Svatopluk Röhling (1922–1993), biofyzik, vedoucí radioizotopového pracoviště Výzkumného ústavu endokrinologického v Praze a prof. Ivo Tretera (1933–2012), profesor filosofie na Filozofické fakultě Univerzity Karlovy. V mládí se věnoval kanoistice (od doby právnického studia) a v pozdějším věku golfu.
Po promoci na Právnické fakultě Univerzity Karlovy (1962), kde vystudoval právo a mezinárodní právo, pracoval až do roku 1990 jako hospodářský právník v několika podnicích, naposledy, od roku 1976, ve Výstavbě hlavního města Prahy – výstavbě inženýrských staveb jako vedoucí právního útvaru. V letech 1967–1971 studoval v externí vědecké aspirantuře právní dějiny Afriky na Orientálním ústavu ČSAV. Od své konfirmace v roce 1956 působil v Českobratrské církvi evangelické postupně v mládeži, jako presbyter a člen seniorátního konventu. Roku 1972 konvertoval ke katolické církvi, ale na přání biskupa Tomáška nadále působil v evangelické církvi jako učitel nedělní školy a člen právního odboru poradního Synodní rady. Pod duchovním vedením redemptoristy Jana Blesíka studoval církevní právo, jeho soukromým učitelem byl prof. Jaroslav Michal, který v té době musel odejít z bohoslovecké fakulty v Litoměřicích. Přiklonil se k dominikánskému řádu, na jehož podzemním Generálním studiu vystudoval od roku 1980 teologii a od roku 1984 působil jako lektor církevního kanonického práva. V té době přeložil pro své studenty z několika řeholních řádů do češtiny základní učebnici prof. Norberta Rufa Das Recht der Katholischen Kirche, a tak vytvořil první české názvosloví k novému Kodexu kanonického práva z roku 1983.
V roce 1989 byl tajně v Lipsku vysvěcen erfurtským pomocným biskupem na jáhna a v roce 1991 byl vysvěcen olomouckým arcibiskupem na kněze. V letech 1990–1993 působil jako jáhen a kněz v duchovní správě farnosti sv. Jiljí v Praze 1, jako externí vyučující církevního práva na Právnické fakultě Univerzity Karlovy a jako profesor náboženství na čtyřech středních školách v Praze 1, především na Obchodní akademii v Dušní ulici. Působil jako tajemník Konference vyšších řeholních představených mužských řeholí v ČSFR a byl prvním zpracovatelem zákonů o navrácení klášterů v letech 1990 a 1991. V letech 1990–1998 byl sekretářem československé a posléze české provincie Řádu dominikánů a sociem (náměstkem) jejího provinciála. V akademickém roce 1997/1998 byl novicmistrem české provincie uvedeného řádu. V letech 1998–2001 byl podpřevorem pražského kláštera dominikánů u sv. Jiljí.
V roce 1993 se habilitoval jako docent církevního práva na pražské právnické fakultě a od té doby zde vyučuje církevní právo na plný úvazek. V roce 2006 byl jmenován profesorem Univerzity Karlovy v oboru právní dějiny se zaměřením na církevní právo. V letech 1994–2006 vyučoval církevní právo postupně také jako hostující docent na Teologické fakultě Jihočeské univerzity v Českých Budějovicích, na Právnické fakultě Masarykovy univerzity v Brně a po sedm let na postgraduálním doktorském studiu Husitské teologické fakulty Univerzity Karlovy.
Patří k předním evropským odborníkům v oblasti církevního práva a konfesního práva. Je předsedou Společnosti pro církevní právo, kterou v roce 1994 založil, a šéfredaktorem recenzovaného odborného časopisu Revue církevního práva, který vychází čtyřikrát ročně a je součástí citační databáze Web of Science. V letech 2000 až 2016 zastupoval Českou republiku v Evropském konsorciu pro výzkum vztahu církve a státu. Je externím členem Centre for Law and Religion, Cardiff University, které vede prof. Norman Doe, a pravidelným účastníkem konference Essener Gespräche zum Thema Staat und Kirche.
Je čestným členem České křesťanské akademie a ředitelem její právní sekce. Je čestným členem Spolku českých právníků Všehrd. V roce 2020 na jeho počest jeho kolegové z celé republiky i zahraničí připravili sborník Pocta Jiřímu Rajmundu Treterovi, nakl. Leges, Praha, 2020 (editoři Záboj Horák a Petra Skřejpková). V roce 2021 mu Evropská společnost pro právní dějiny, z.s. udělila ocenění za celoživotní přínos pro právní historii.
V letech 2018–2022 byl členem Vědecké rady Katolické teologické fakulty Univerzity Karlovy. V akademickém roce 2022/2023 vyučoval na Právnické fakultě UK Církevní právo, Manželské a procesní právo církevní, Správní a majetkové právo církevní, Právní dějiny církví, Konfesní právo, dva obory právních dějin zemí Afriky, jižní Asie, Oceánie a Latinské Ameriky a vedl vědecké semináře Právo a Bible a Vědecký seminář z církevního a konfesního práva. Má přednášky v oboru Vývoj velkých právních systémů.
Od podzimu 2023 působí jako výpomocný duchovní v římskokatolické farnosti Mšeno u Mělníka. Nejbližším spolupracovníkem prof. Tretery je jeho žák Záboj Horák, který v mšenské farnosti rovněž ministruje.

## Publikační činnost
- Církevní právo, nakl. J. Krigl, Praha, 1993
- Synagoga a církve kdysi a dnes, J. Krigl, Praha, 1994
- Konfesní právo a církevní právo (spolupracoval Stanislav Přibyl), J. Krigl, Praha, 1997
- Church and State in the Czech Republic, in: European Journal for Church and State Research, 2000 (7), s. 299-316
- Stát a církve v České republice, Karmelitánské nakladatelství, Kostelní Vydří, 2002
- Slovník církevního práva (spoluautor Záboj Horák), Grada Publishing, Praha, 2011
- Religion and Law in the Czech Republic (spoluautor Záboj Horák), Wolters Kluwer, Alphen aan den Rijn, 1. vydání 2014, 2. vydání 2017
- Konfesní právo (spoluautor Záboj Horák), nakl. Leges, Praha, 2015
- Církve a právo, Miscellanea. Výběr drobných prací z díla, nakl. Leges, Praha, 2015
- Církevní právo, 1. vydání (spoluautor Záboj Horák), nakl. Leges, Praha, 2016
- Právní systémy starověké Mezopotámie, Egypta a Izraele; Právní dějiny antického Řecka; Právní dějiny církve od jejího založení do 6. století; Právní dějiny germánských etnik do zániku francké říše; Právní dějiny církví od 6. do 20. století; Stručný přehled dějin právního a politického myšlení v raném středověku; Právní vývoj v raném středověku, in: SELTENREICH, Radim a kol., Dějiny evropského kontinentálního práva, 4. upravené vydání, nakl. Leges, Praha, 2018
- Právní dějiny církví, (spoluautor Záboj Horák), nakl. Leges, Praha, 2019
- Církevní právo, 2. přepracované a doplněné vydání (spoluautor Záboj Horák), nakl. Leges, Praha, 2021
- Ukončete návštěvy, dveře se zavírají aneb Osmnáct balad a romancí z nemocničních sálů a předsálí, nakl. Společnost pro církevní právo, Knižnice církevního a konfesního práva, Svazek 3, Praha, 2022
- České paměti, Dobrodružný život právníka, profesora právnické fakulty a kněze a jeho rodičů v posledních 120 letech, nakl. Leges, Praha, 2022